# Quai des Célestins
Quai des Célestins (Celestýnské nábřeží) je nábřeží v Paříži. Nachází se ve 4. obvodu.

## Poloha
Nábřeží leží na pravém břehu řeky Seiny. Začíná u křižovatky s Boulevardem Henri-IV, kde navazuje na Quai Henri-IV, a končí u mostu Marie a Rue des Nonnains-d'Hyères, odkud pokračuje po proudu Quai de l'Hôtel-de-Ville.

## Historie
Nábřeží bylo pojmenováno v roce 1868 podle bývalého kláštera celestýnů, který se nacházel nedaleko.

## Pozoruhodné stavby
- Square Henri-Galli, kde se nacházejí pozůstatky jedné z osmi věží Bastily.
- Dům č. 2 a 2bis: Hôtel Fieubet, novobarokní palác, ve kterém sídlí soukromá katolická škola.